# Ambazac
Ambazac är en kommun i departementet Haute-Vienne i regionen Nouvelle-Aquitaine i västra Frankrike. Kommunen ligger i kantonen Ambazac som tillhör arrondissementet Limoges. År 2022 hade Ambazac 5 565 invånare.

## Befolkningsutveckling
Antalet invånare i kommunen Ambazac
| Referens: INSEE |